# Дэвидсон, Боб
Роберт Эрл Дэвидсон (англ. Robert Earl Davidson; 10 февраля 1912, Торонто — 26 сентября 1996) — канадский хоккеист, двукратный обладатель Кубка Стэнли в составе «Торонто Мейпл Лифс» (1942, 1945).

## Биография

### Игровая карьера
Играл за несколько команд из Торонто, включая «Торонто Мальборос», после чего присоединился к клубу НХЛ «Торонто Мейпл Лифс», в котором в сезоне 1934/35 сыграл 5 игр без набранных очков. В следующем сезоне он стал основным игроком «Мейпл Лифс», в котором затем сыграл 11 сезонов, выиграв с командой в 1942 и 1945 годах два Кубка Стэнли.
По окончании сезона 1945/46 завершил игровую карьеру в возрасте 34 лет.

### Скаутская деятельность
Работал главным скаутом в «Мейпл Лифс», в качестве которого выиграл четыре Кубка Стэнли (1962, 1963, 1964, 1967).

### Смерть
Скончался 26 сентября 1996 года на 85-м году жизни.